# Список рек Монтаны

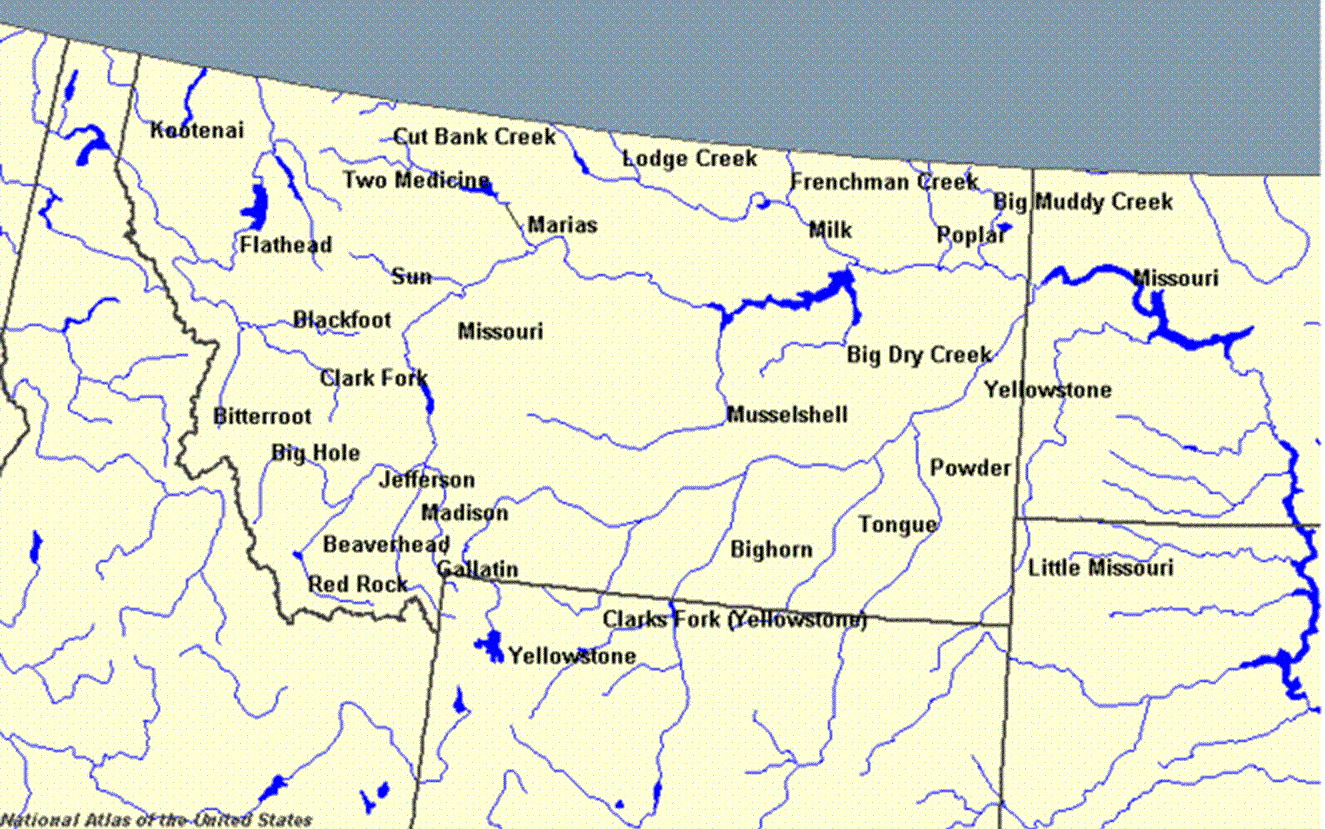
Гидрография Монтаны

Ниже представлен список наиболее крупных рек американского штата Монтана.

## Список
| - Джефферсон - Биверхед - Руби - Ред-Рок - Биг-Хол - Ро — возможно, самая короткая река в мире: 61 м. - Мадисон - Галлатин - Ист-Галлатин - Сикстин-Майл-Крик - Дирборн - Смит - Сан - Белт-Крик - Марайас - Кат-Бэнк-Крик - Ту-Медисайн - Титон - Арроу-Крик - Кау-Крик - Джудит - Биг-Спринг-Крик - Масселшелл - Сакагавея - Милк - Френчмен - Редуотер - Поплар - Биг-Мадди-Крик - Йеллоустон - Гарднер - Шилдс - Боулдер - Стиллуотер - Кларкс-Форк-Йеллоустон - Бигхорн - Литл-Бигхорн - Тонг - Паудер - Литл-Миссури | - Белли - Сент-Мэри - Кларк-Форк - Силвер-Боу-Крик - Рок-Крик - Томпсон - Флатхед - Норт-Форк-Флатхед - Мидл-Форк-Флатхед - Саут-Форк-Флатхед - Джоко - Литл-Биттеррут - Уайтфиш - Сент-Регис - Биттеррут - Блэкфут - Литл-Блэкфут - Кутеней - Як - Фишер - Суон - Слау-Крик - Тенмайл-Крик - Уиллоу-Крик — в Монтане насчитывается 45 рек с таким названием |